# Чемпіонат світу з хокею із шайбою 2005 (дивізіон II)
Чемпіонат світу з хокею із шайбою 2005 — чемпіонат світу з хокею із шайбою, який проходив у Хорватії та Сербії та Чорногорії.

## Група А

### Результати
| 10 квітня 12:30 | Туреччина      | 0-14 (2-0,2-0,0-2)  | Південна Корея |
| 10 квітня 16:00 | Нова Зеландія  | 0-4 (0-1,0-2,0-1)   | Австралія      |
| 10 квітня 20:00 | Болгарія       | 1-9 (0-3,0-3,1-3)   | Хорватія       |
| 11 квітня 12:30 | Австралія      | 20-1 (10-0,6-0,4-1) | Туреччина      |
| 11 квітня 16:00 | Південна Корея | 7-0 (4-0,3-0,0-0)   | Болгарія       |
| 11 квітня 20:00 | Хорватія       | 14-0 (5-0,5-0,4-0)  | Нова Зеландія  |
| 13 квітня 12:30 | Південна Корея | 3-0 (2-0,0-0,1-0)   | Нова Зеландія  |
| 13 квітня 16:00 | Туреччина      | 0-13 (0-3,0-1,0-3)  | Болгарія       |
| 13 квітня 20:00 | Хорватія       | 3-2 (0-1,1-0,2-1)   | Австралія      |
| 14 квітня 12:30 | Болгарія       | 7-6 (1-2,5-4,1-0)   | Нова Зеландія  |
| 14 квітня 16:00 | Австралія      | 4-0 (1-0,2-0,1-0)   | Південна Корея |
| 14 квітня 20:00 | Хорватія       | 15-1 (6-0,3-1,6-0)  | Туреччина      |
| 16 квітня 12:30 | Австралія      | 4-1 (1-1,0-0,3-0)   | Болгарія       |
| 16 квітня 16:00 | Нова Зеландія  | 8-3 (3-0,2-2,3-1)   | Туреччина      |
| 16 квітня 20:00 | Південна Корея | 2-5 (1-2,1-0,0-3)   | Хорватія       |

### Таблиця
| Збірна            | М | В | Н | П | Ш     | О  |
| ----------------- | - | - | - | - | ----- | -- |
| 1. Хорватія       | 5 | 5 | 0 | 0 | 46-6  | 10 |
| 2. Австралія      | 5 | 4 | 0 | 1 | 34-5  | 8  |
| 3. Південна Корея | 5 | 3 | 0 | 2 | 26-9  | 6  |
| 4. Болгарія       | 5 | 2 | 0 | 3 | 22-26 | 4  |
| 5. Нова Зеландія  | 5 | 1 | 0 | 4 | 14-31 | 2  |
| 6. Туреччина      | 5 | 0 | 0 | 5 | 5-70  | 0  |

### Найкращі бомбардири
| Гравець         | Матчі | Голи | Паси | Очки | +/− | ШХ | Поз |
| --------------- | ----- | ---- | ---- | ---- | --- | -- | --- |
| Тревор Волш     | 5     | 6    | 6    | 12   | +5  | 24 | Ф   |
| Грег Одді       | 5     | 7    | 4    | 11   | +6  | 12 | Ф   |
| Олексій Йотов   | 5     | 7    | 4    | 11   | +3  | 14 | Ф   |
| Стоян Батчаров  | 5     | 5    | 5    | 10   | +6  | 0  | Ф   |
| Мато Младенович | 5     | 5    | 5    | 10   | +12 | 12 | Ф   |
| Томислав Грозай | 5     | 9    | 0    | 9    | +11 | 0  | Ф   |
| Йон-Со Ба       | 5     | 6    | 2    | 8    | +4  | 0  | Ф   |
| Велько Жибрет   | 5     | 4    | 4    | 8    | +9  | 10 | Ф   |
| Крешимир Швигир | 5     | 4    | 3    | 7    | +11 | 2  | Ф   |
| Васько Полізоєв | 5     | 4    | 3    | 7    | 0   | 4  | Ф   |

Джерело: IIHF.com [Архівовано 24 вересня 2015 у Wayback Machine.]

### Найкращі воротарі
Список п'яти найращих воротарів, сортованих за відсотком відбитих кидків. У список включені лише ті гравці, які провели щонайменш 40% хвилин.
| Гравець       | ЧНЛ    | ГП  | СП | СПГ  | %ВК   | ША |
| ------------- | ------ | --- | -- | ---- | ----- | -- |
| Стюарт Денман | 147:02 | 43  | 1  | 0.41 | 97.67 | 2  |
| Меттью Еззі   | 152:50 | 81  | 3  | 1.18 | 96.30 | 2  |
| Ваня Белич    | 252:41 | 97  | 6  | 1.42 | 93.81 | 1  |
| Сунг-Ба Кім   | 188:46 | 59  | 4  | 1.27 | 93.22 | 3  |
| Майк Парсонс  | 240:00 | 194 | 17 | 4.25 | 91.24 | 0  |

ЧНЛ = часу на льоду (хвилини:секунди); КП = кидки; ГП = голів пропушено; СП = Середня кількість пропущених шайб; СПГ = Голи, пропущені в середньому за 60 хвилин; %ВК = відбитих кидків (у %); ША = шатаути
Джерело: IIHF.com [Архівовано 24 вересня 2015 у Wayback Machine.]

## Група В

### Результати
| 4 квітня 13:30  | Ізраїль              | 4-4 (0-0,2-1,2-3)  | Північна Корея       |
| 4 квітня 17:00  | Ісландія             | 3-4 (0-2,1-2,0-0)  | Бельгія              |
| 4 квітня 20:30  | Іспанія              | 0-6 (0-2,0-1,0-3)  | Сербія та Чорногорія |
| 5 квітня 13:30  | Бельгія              | 2-1 (1-0,0-1,1-0)  | Іспанія              |
| 5 квітня 17:00  | Ісландія             | 3-2 (1-2,1-0,1-0)  | Північна Корея       |
| 5 квітня 20:30  | Сербія та Чорногорія | 1-5 (0-2,1-1,0-2)  | Ізраїль              |
| 7 квітня 13:30  | Іспанія              | 5-2 (0-1,2-0,3-1)  | Ісландія             |
| 7 квітня 17:00  | Бельгія              | 4-7 (2-4,1-2,1-1)  | Ізраїль              |
| 7 квітня 20:30  | Сербія та Чорногорія | 7-1 (1-0,4-0,2-1)  | Північна Корея       |
| 8 квітня 13:30  | Північна Корея       | 3-1 (0-0,1-0,2-1)  | Бельгія              |
| 8 квітня 17:00  | Іспанія              | 0-1 (0-0,0-0,0-1)  | Ізраїль              |
| 8 квітня 20:30  | Ісландія             | 2-11 (0-6,2-3,0-2) | Сербія та Чорногорія |
| 10 квітня 13:30 | Ізраїль              | 4-2 (0-0,2-0,2-2)  | Ісландія             |
| 10 квітня 17:00 | Північна Корея       | 4-2 (2-2,0-0,2-0)  | Іспанія              |
| 10 квітня 20:30 | Бельгія              | 2-5 (2-2,0-2,0-1)  | Сербія та Чорногорія |

### Таблиця
| Збірна                  | М | В | Н | П | Ш     | О |
| ----------------------- | - | - | - | - | ----- | - |
| 1. Ізраїль              | 5 | 4 | 1 | 0 | 21-11 | 9 |
| 2. Сербія та Чорногорія | 5 | 4 | 0 | 1 | 30-10 | 8 |
| 3. Північна Корея       | 5 | 2 | 1 | 2 | 14-17 | 5 |
| 4. Бельгія              | 5 | 2 | 0 | 3 | 13-19 | 4 |
| 5. Іспанія              | 5 | 1 | 0 | 4 | 8-15  | 2 |
| 6. Ісландія             | 5 | 1 | 0 | 4 | 12-26 | 2 |

### Найкращі бомбардири
| Гравець              | Матчі | Голи | Паси | Очки | +/− | ШХ | Поз |
| -------------------- | ----- | ---- | ---- | ---- | --- | -- | --- |
| Орен Айзенман        | 5     | 10   | 4    | 14   | +11 | 6  | Ф   |
| Іван Прокич          | 5     | 2    | 11   | 13   | +5  | 22 | Ф   |
| Чаба Прокеч          | 5     | 5    | 6    | 11   | +6  | 0  | Ф   |
| Сергій Френкель      | 5     | 1    | 9    | 10   | +6  | 8  | Ф   |
| Бранко Мамич         | 5     | 2    | 7    | 9    | +4  | 16 | З   |
| Марко Ковачевич      | 5     | 4    | 2    | 6    | +6  | 22 | Ф   |
| Марко Прокич         | 5     | 4    | 2    | 6    | +3  | 41 | Ф   |
| Алон Айзенман        | 3     | 3    | 3    | 6    | +5  | 4  | Ф   |
| Предраг Милосавлевич | 5     | 3    | 2    | 5    | 0   | 2  | Ф   |
| Мьон Чін Чан         | 5     | 3    | 2    | 5    | -1  | 4  | Ф   |

Джерело: IIHF.com [Архівовано 24 вересня 2015 у Wayback Machine.]

### Найкращі воротарі
Список п'яти найращих воротарів, сортованих за відсотком відбитих кидків. У список включені лише ті гравці, які провели щонайменш 40% хвилин.
| Гравець                  | ЧНЛ    | ГП  | СП | СПГ  | %ВК   | ША |
| ------------------------ | ------ | --- | -- | ---- | ----- | -- |
| Євген Гуссін             | 300:00 | 165 | 11 | 2.20 | 93.33 | 1  |
| Тихомир Зечевич          | 271:26 | 122 | 9  | 1.99 | 92.62 | 2  |
| Джон Траусті Гудмундссон | 240:00 | 186 | 15 | 3.75 | 91.94 | 0  |
| Бйорн Стейлен            | 300:00 | 205 | 19 | 3.80 | 90.73 | 0  |
| Сон Чхве                 | 280:00 | 154 | 15 | 3.21 | 90.26 | 0  |

ЧНЛ = часу на льоду (хвилини:секунди); КП = кидки; ГП = голів пропушено; СП = Середня кількість пропущених шайб; СПГ = Голи, пропущені в середньому за 60 хвилин; %ВК = відбитих кидків (у %); ША = шатаути
Джерело: IIHF.com [Архівовано 24 вересня 2015 у Wayback Machine.]

## Підсумкова таблиця
| Місце | Збірна               |
| ----- | -------------------- |
| 29.   | Хорватія             |
| 30.   | Ізраїль              |
| 31.   | Австралія            |
| 32.   | Сербія та Чорногорія |
| 33.   | Північна Корея       |
| 34.   | Південна Корея       |
| 35.   | Болгарія             |
| 36.   | Бельгія              |
| 37.   | Нова Зеландія        |
| 38.   | Іспанія              |
| 39.   | Ісландія             |
| 40.   | Туреччина            |